# La Vengeance du gâte-sauce
La Vengeance du gâte-sauce er en fransk stumfilm fra 1900 af Georges Méliès.